# 後蒂爾山
46°41′2.5″N 8°23′50.7″E / 46.684028°N 8.397417°E

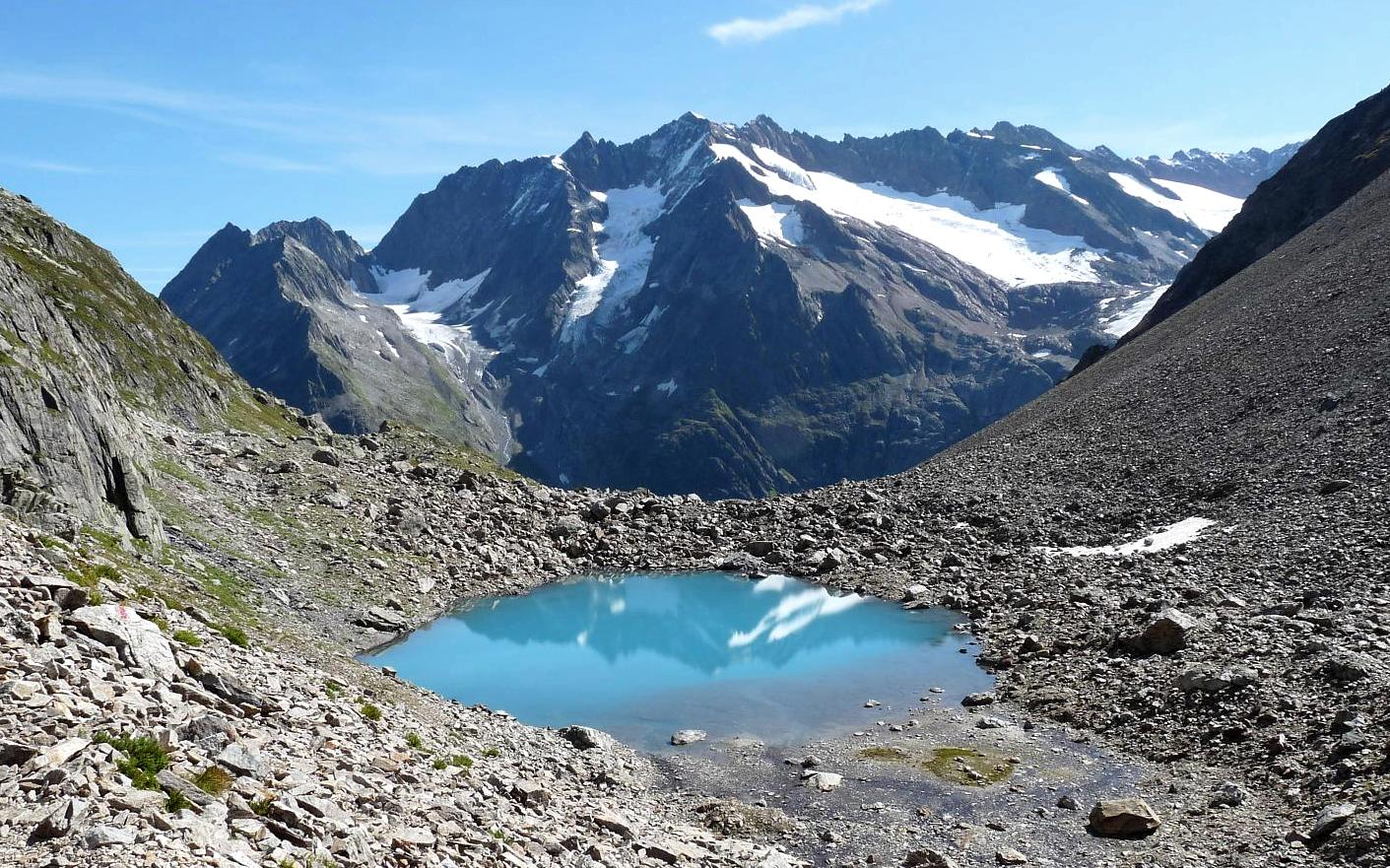

後蒂爾山（Hinter Tierberg），是瑞士的山峰，位於該國中部，處於伯恩州和烏里州接壤的邊界，屬於烏里山的一部分，海拔高度3,445米，2016年一架瑞士空軍戰鬥機在附近墜毀。